# Debreceni neológ zsinagóga
A Debreceni neológ zsinagóga egy mára már elpusztult zsidó vallási épület.

## Története
A Deák Ferenc utcában 1896-ban épült fel a nagy méretű zsinagóga a bécsi zsidó Jakob Gartner tervei szerint neomór stílusban. Bár a téglafalú, kettős tornyú, kupolás zsinagóga nem állt az utca vonalán, az előtte lévő nagyméretű térről könnyen látható volt. Homlokzatképzését az erőteljes hármas tagolás jellemezte, széleinek erőteljes, rizalitszerű kiugrásai által tömege plasztikussá, tagolttá vált. A második világháborúban károkat szenvedett. 1949-ben kezdték felújítani, azonban a tetőszerkezeti munkák során a tetőszék lángot fogott, és az épület kiégett. A városi hatóság ezt követően döntött az elbontásáról.
- Petőfi téri (Deák Ferenc utcai) zsinagóga- CívisGIStory

## Egyéb hivatkozások
- http://epa.oszk.hu/03300/03326/00001/pdf/EPA03326_civisporta_2017_1_093-107.pdf